# Nikolaj Roezski
Nikolaj Vladimirovitsj Roezski (Russisch: Николай Владимирович Рузский) (Keizerrijk Rusland, 6 maart 1854 - Pjatigorsk, 18 oktober 1918) was een Russisch generaal tijdens Eerste Wereldoorlog.

## Carrière
Zijn militaire carrière voor het uitbreken van de Eerste Wereldoorlog in augustus 1914 bracht hem naar de Russisch-Turkse en de Russisch-Japanse Oorlog, waar hij Chef van de Staf was van het Tweede Mantsjoerijse Leger. Tussendoor diende hij als Chef van de Staf in het Militaire District Kiel (1896-1902).
Hij kreeg het bevel over het noordoostfront in september 1914. Zij grootste daad tijdens de oorlog was zijn rol in de verdediging van de stad Lodz in november 1914.Verder voorkwam hij dat de Duitsers Warschau veroverde tijdens de Slag bij de Wisla
Hij kreeg het bevel over het 6de leger in maart 1915 en het noordfront in de winter van 1916. Hij werd echter vervangen door Aleksej Koeropatkin in februari 1916 omdat hij te terughoudend en besluiteloos was. Hij werd later door de tsaar er opnieuw geïnstalleerd in juli. Na de Februarirevolutie van 1917 werd hij ontheven uit zijn functie en trok zuidwaarts waar hij zich aansloot bij andere tsaristische generaals. Hij werd tijdens de Oktoberrevolutie gevangengenomen en geëxecuteerd. Toen door zijn beul werd gevraagd of hij de Revolutie nu eindelijk erkende, zou Roeszki geantwoord hebben: "Het enige dat ik zie is een grote roverij".